# 立陶宛—美國關係
立陶宛是欧洲和美国關係最親密的国家之一，根據2011年的一項調查，有73%的立陶宛人对美国持积极态度。根据2012年美国全球领导力报告，48%的立陶宛人支持美国领导全球，20%不赞成，32%不确定。

## 历史

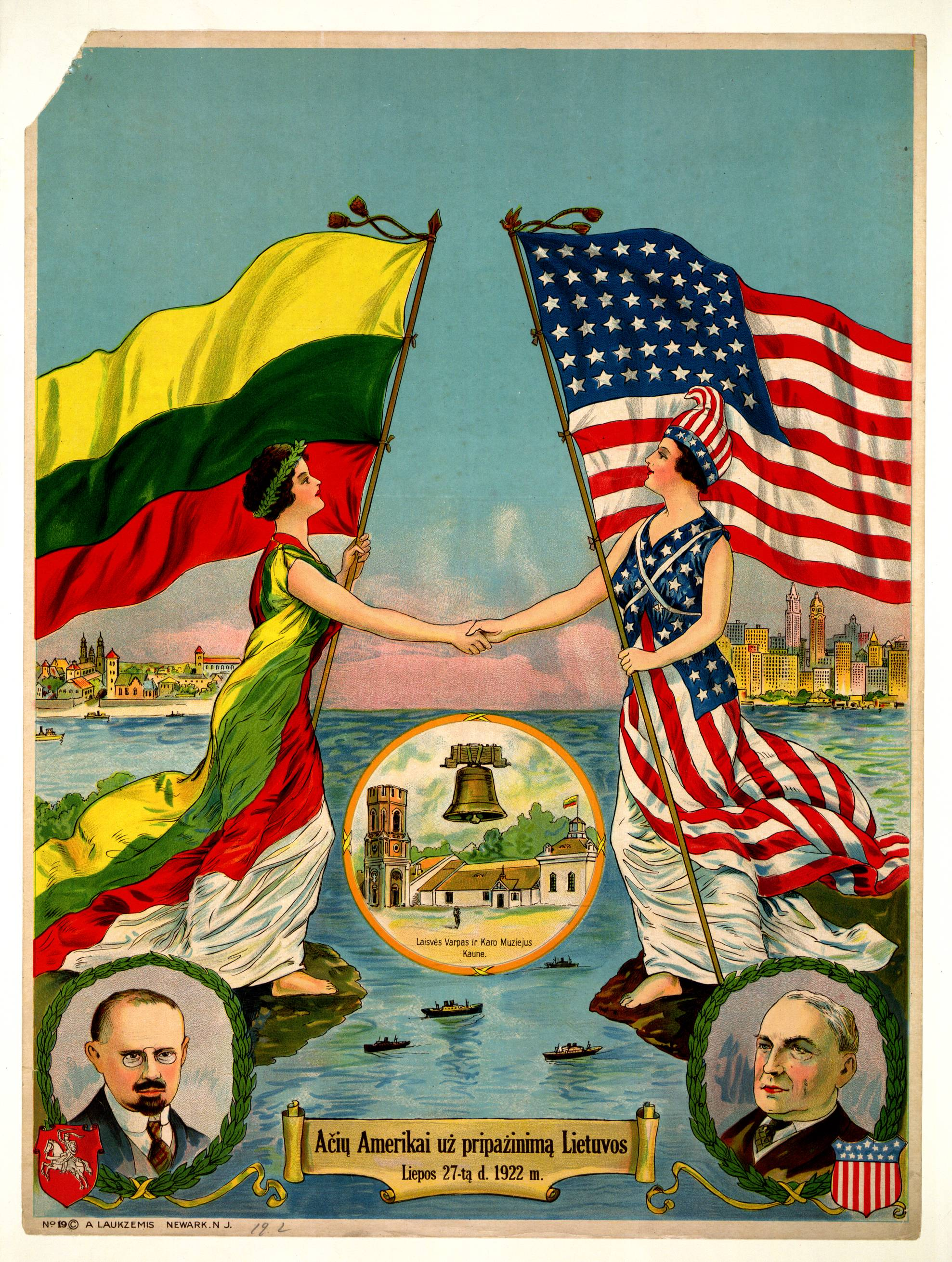
立陶宛的一幅海报，內容是庆祝美国承认立陶宛。

美国于1922年7月28日与立陶宛建交。苏联吞併立陶宛後迫使美國駐立陶宛公使馆于1940年9月5日关闭，但立陶宛在美国的代表继续駐留。美国从未承认苏联吞併立陶宛，并将立陶宛现政府视为戰間期立陶宛政府的合法延续。 2007年，美国和立陶宛庆祝建交85周年。自1991年12月以来，立陶宛一直享受美国的最惠国待遇。自1992年以来，美国已在立陶宛投入超过1亿美元用于经济和政治转型以及人道主义需求。美国和立陶宛于1994年签署双边贸易和知识产权保护协定，1997年签署双边投资条约。 1998年，美国与立陶宛等波罗的海国家签署《伙伴关系宪章》，並成立双边工作组，重点改善地区安全、国防和经济问题。
截至2021年，有超过650,000名立陶宛裔美國人居住在美国。早在立陶宛建國前立陶宛人就開始移民到美国，例如亚历山大·库尔修斯于1659 年在新阿姆斯特丹（后来的纽约）定居。立陶宛長期以來是波蘭－立陶宛聯邦的一部分，直到1795年，它的大部分領土并入俄罗斯帝国。尽管莫斯科沙皇政府试图阻止立陶宛人移民，但许多立陶宛人依舊於19世纪和20世纪初期来到美国，主要定居在美國東北部（尤其是宾夕法尼亚州）和美國中西部。随着美国国会通過1921年紧急配额法和美国1924年移民法案等排外主義法律，立陶宛的移民逐渐减少。在第二次世界大战结束时以及立陶宛在1990年苏联解体時重新獲得獨立後，又有一小波立陶宛人移民至美國。
2021年底中华人民共和国和立陶宛關係惡化後，立陶宛与美国进出口银行签署一项6亿美元的出口信贷协议。12月中旬，美国防长劳埃德·奥斯汀會見立陶宛防长时，讚賞立陶宛政府对中国的坚定政策，表示立陶宛不会独自面对中俄挑战；此外奥斯汀承诺卖给立陶宛武器，双方签署互惠防务采购协议。12月21日，立陶宛总理因格丽达·希莫尼特同美国国务卿布林肯通电话，美国表態支持立陶宛应对中国的经济压力。